# Temporada de huracanes en el Atlántico de 1985
La temporada de huracanes en el Atlántico de 1985 fue el período anual de la formación de los ciclones tropicales. Se inició oficialmente el 1 de junio de 1985, y duró hasta el 30 de noviembre de 1985. Estas fechas convencionalmente delimitan el período de cada año cuando la mayoría de ciclones tropicales se forman en la cuenca atlántica.
La temporada de huracanes en el Atlántico de 1985 fue la primera desde la temporada 1916 que alcanzó un número inusualmente alto de entradas en tierra en los EE. UU. (seis huracanes y dos tormentas tropicales). Con los huracanes Danny, Juan, Kate y Elena tocando tierra a lo largo de la costa norte del Golfo, y los huracanes Gloria y Bob en la costa oriental. Por lo menos se produjeron $4.000 millones ($5.740 millones en 2005 USD) en daños.

## Tormentas
Cronología de la actividad tropical del Atlántico en 1985 en la temporada de huracanes

### Tormenta Tropical Ana
La depresión tropical Uno se formó al sur de Bermudas el 15 de julio, viró alrededor de la isla, fortaleciéndose en una tormenta tropical, y se dirigió hacia el norte. La tormenta se desvió fuera de Nueva Escocia y se dirigió a Terranova. Sin embargo, Ana se disipó antes de que llegara a la isla.

### Huracán Bob
La depresión tropical Dos se formó frente a la costa suroeste de Florida el 21 de julio. La depresión se mantuvo durante dos días sin moverse mucho. Dos finalmente se fortaleció en la tormenta tropical Bob y llegó a tierra cerca de Norte Nápoles, Florida. Lluvias torrenciales cayeron en el sur Florida, cientos de casas quedaron totalmente destruidas y miles quedaron dañadas. La tormenta se trasladó fuera de la península y viró al norte. Se reforzó en un huracán en la costa de Georgia y llegó a tierra cerca de Hilton Head, Carolina del Sur. 14 personas murieron al paso del huracán Bob en Florida. En Hilton Head, Carolina del Sur, 21 personas fallecieron debido a que, las marejadas de hasta el huracán Bob inundaron numerosas casas, también cientos de casas quedaron totalmente destruidas.
En Washington, al menos 200 casas quedaron totalmente destruidas, cientos de casas quedaron dañadas, pero no destruidas, las marejadas alcanzaban hasta los 4 metros de altura, provocando serias inundaciones, en Nueva Jersey, lo que quedaba de la tormenta tropical Bob, ya debilita, fue el responsable de causar destrucción en algunas casas y más de 10 muertos. En Nueva York, ocurrió algo similar, pero muchísimos árboles fueron derribados, causando destrozos y 13 muertes.
Bob causó 58 muertes, y daños por $300 millones. Además causó 4 tornados en Carolina del Sur, que causaron graves daños y 4 muertes.

### Huracán Claudette
El huracán Claudette tuvo una larga vida, se originó a partir de una zona de baja presión que se desarrolló en la parte oriental de Estados Unidos. Una vez que salió al océano Atlántico, el 9 de agosto, rápidamente se convirtió en una depresión tropical, y se intensificó en la tormenta tropical Claudette un día y medio más tarde. Claudette tuvo un viaje transatlántico hacia el este. La tormenta se convirtió en un huracán en la zona central del Atlántico y continuó al este. El huracán llegó al oeste de la Azores y se debilitó a una tormenta tropical. La tormenta viró al noreste, rozó las Azores, y se disipó justo al norte de las islas.
A pesar de que Claudette, se mantuviera muy lejos de tierra, antes de salir de Craolina del Sur, causó daños muy severos en algunas casas y destruyó otras, al menos 140 personas se quedaron sin hogar al paso de la inundación del huracán Claudette, llovió inclusive hasta 500 mm, en récord, pero que sería roto ese récord por el paso del furioso huracán Gloria 1 mes después, y pronosticado, por el rápido huracán Elena. Claudette causó al menos 40 muertes y daños entre $300 - 500 millones de dólares.

### Huracán Danny
La cuarta tormenta con nombre de la temporada se formó en el oeste del Caribe, al sur de Cuba el 12 de agosto. Pasó dos días completos como una depresión antes de convertirse en una tormenta tropical en el sur del golfo de México. La tormenta siguió fortaleciéndose cuando torció al norte hacia Luisiana. En el momento en que llegó a la costa de Lake Charles, Danny era un huracán categoría 1. Llegó a tierra con vientos sostenidos de 130 km/h (81 mph). Hubo amplias inundaciones costeras y docenas de viviendas fueron destruidas. Danny causó entre $50–100 millones en daños directos y 2 bajas.

### Huracán Elena
Elena se formó frente a la costa sur de Cuba a finales de agosto y rápidamente se fortaleció en una tormenta tropical. La tormenta recorrió la costa norte de Cuba y se trasladó al golfo de México, donde la tormenta pronto se convirtió en un huracán. Elena hizo una curva hacia el noroeste de la costa de Florida, con un constante fortalecimiento. El huracán se estancó frente a la costa y, hasta fortalecerse en un gran huracán y cambió de nuevo hacia el oeste. Elena llegó a tierra cerca de Biloxi, Misisipi, con vientos sostenidos de 185 km/h (115 mph).
La tormenta causó cero víctimas directas y cuatro muertes indirectas, un número bajo probablemente debido a las evacuaciones masivas antes de que entrara en tierra. Elena causó $ 1.250 millones (1985 USD) en daños.

### Tormenta Tropical Fabián
La depresión tropical Siete se formó a partir de los restos de la depresión tropical Seis al este de las Bahamas el 15 de septiembre y se dirigió al noreste. Esta depresión se convirtió en la tormenta tropical Fabián al día siguiente. Fabián siguió al noroeste y alcanzó un pico de intensidad de vientos sostenidos de 100 km/h (62 mph) y 992 mbar de presión. Sin embargo, un fuerte sistema de baja presión se forman hacia el norte, y Fabián fue absorbida por este sistema el 19 de septiembre.

### Huracán Gloria
Gloria fue una de las tormentas más destructivas de la temporada, y la más fuerte. Gloria fue un huracán del tipo de Cabo Verde que se formó a partir de una onda tropical cerca de Cabo Verde el 16 de septiembre. La depresión tropical Ocho pronto se convirtió en la tormenta tropical Gloria, pero no logró  fortalecerse aún más. Gloria se debilitó de nuevo a una depresión el 18. Pero pronto recuperó la fuerza de tormenta, y siguió fortaleciéndose. Llegó a huracán al este de las Islas de Sotavento y se viró al noroeste. El huracán se fortaleció aún más en un huracán categoría 4 y llegó a picos de intensidad al este de las Bahamas. Los vientos se redujo entonces a categoría 2 cuando Gloria se acercó a la costa. En algunos casos, el ojo de Gloria, se encontró a menos de 20 km (12 mi) de la costa. El huracán se mantuvo una categoría 2 hasta tocar tierra al oeste de Long Island. La tormenta se trasladó tierra adentro y se convirtió en extratropical en Maine.
Gloria causó 340 muertos y daños por valor de $5.290 millones ($9.268 millones de dólares en 2005).

### Tormenta Tropical Henri

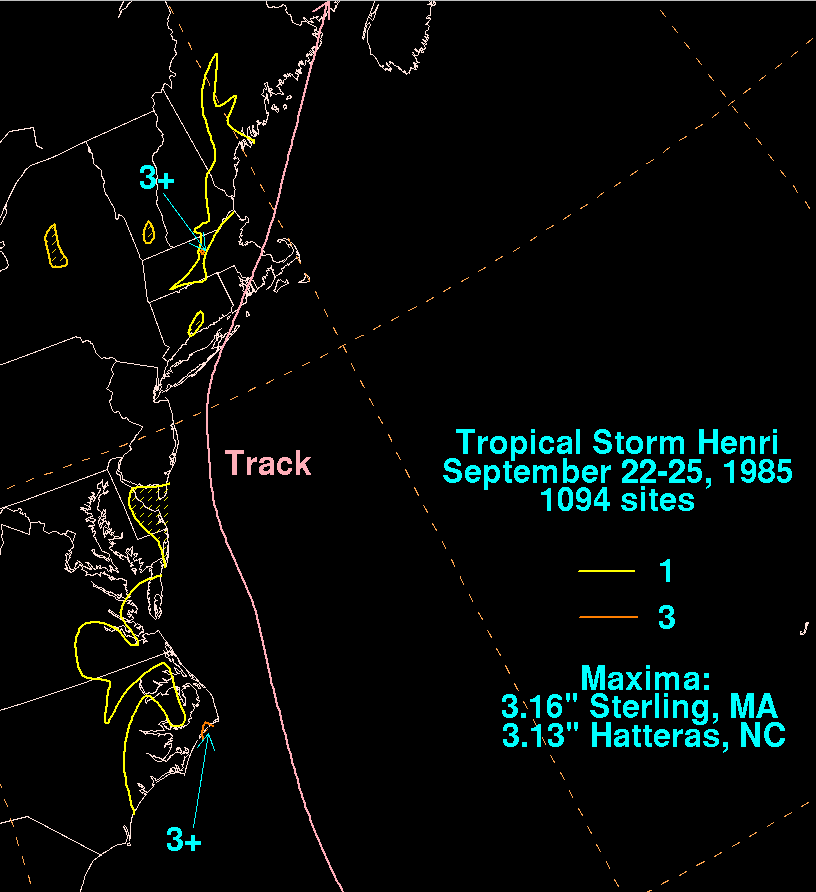
Precipitaciones totales de Henri.

La depresión tropical Nueve se formó a partir de una baja presión en alta mar frente a las Carolinas el 21 de septiembre, y se dirigió hacia el norte. Se fortaleció en la tormenta tropical Henri a principios del 23 de septiembre, y continuó hacia el norte. El alto cizallamiento del viento comenzó a hacerse sentir sobre Henri, cuando alcanzó Long Island, que también reducen al mínimo sus precipitaciones cuando cruzó Nueva Inglaterra. La tormenta se debilitó a depresión, cruzó el extremo oriental de la isla y fue absorbida por una zona frontal cerca de Block Island, Rhode Island. Henri produjo débiles precipitaciones, con un total de poco más de 75 mm (3 plg) en el este de Carolina del Norte y el centro de Massachusetts.

### Tormenta Tropical Isabel
Isabel se formó frente a las costas de la Española y se fortaleció rápidamente, alcanzando fuerza de tormenta tropical prácticamente en el puerto de Haina en Santo Domingo.  
Isabel mantuvo la intensidad cuando cruzó la isla y, de hecho, siguió fortaleciéndose. Se trasladó al noreste de las Bahamas y viró hacia el norte de Florida. Llegó cerca de Fernandina Beach, Florida, pero entonces se debilitó a una depresión y se dirigió al mar. La tormenta siguió hacia la costa noreste, y se disipó cerca de Cabo Hatteras. Cuando Isabel cruzó Puerto Rico, produjo lluvias torrenciales, provocando deslizamientos de tierra, inundaciones, y 180 bajas. Los daños totales ascendieron a $815 millones (2005 USD), la mayoría en Puerto Rico. Cabe señalar que Isabel sin ser un ciclón causó graves daños y muertes en el sur de Puerto Rico. 

### Huracán Juan
Juan fue un fuerte huracán, y el más destructivo de la temporada en virtud de la errática trayectoria que tomó en tierra. Juan se formó a partir de una onda tropical en el centro del golfo de México. Rápidamente pasó de una depresión a una tormenta tropical. La tormenta se trasladó de manera irregular durante el primer día y luego se dirigió hacia Luisiana. Juan se convirtió en un huracán, cuando se acercó a la costa, girando bruscamente al oeste. La tormenta tocó a tierra cerca de Morgan City, y luego hizo otro bucle, pasando frente a la costa y debilitándose a una tormenta tropical. Juan regresó a la costa una tercera vez, tocó tierra cerca del Golfo Shores, Alabama. La tormenta se disipó en el interior.
Juan causó daños por valor de $13.200 millones de dólares ($15.900 millones de dólares en 2005) y mató a 500 personas, convirtiéndose en uno de los peores huracanes en Luisiana en el siglo XX. La mayoría de las muertes se debieron a la imposibilidad de evacuar las torres petroleras de la costa, varias de las cuales se derrumbaron durante la tormenta. Varias muertes se produjeron debido a una subsiguiente inundación en Virginia.
El doble bucle de la tormenta en tierra es similar al del huracán Easy de la temporada de 1950.

### Huracán Kate
Kate fue un huracán tardío que impactó directamente sobre Ciudad Panamá, Florida. La tormenta saltó la etapa de depresión y se formó como una tormenta tropical al este de las Bahamas, se fortaleció rápidamente en un huracán. Kate pasó por Cuba como un huracán de categoría 2 y suavemente viró al norte-noreste hacia Florida. Brevemente se convirtió en un gran huracán a menos de 320 km (199 mi) al oeste de Tampa. El huracán continuó su curva al noreste. Kate llegó a tierra justo al norte de Port St Joe cerca de México Beach, Florida.
La tormenta causó daños por valor de $700 millones de dólares (1985 USD, $ 1.240 millones de 2005 USD), y mató a quince personas, seis de las cuales fueron en los Estados Unidos. La tormenta alteró la industria de las ostras en Apalachicola, Florida, mientras que la industria turística en la Ciudad de Panamá se vio profundamente afectada.

## Récords y eventos notables
Durante la temporada de 1985, ocho tormentas tropicales y huracanes llegaron a tierra en los Estados Unidos continentales, la segunda más alta junto con la temporada de 2005), y solo por detrás de la temporada de 2004. La Costa del Golfo experimentó cuatro huracanes, la mayor cantidad de huracanes golpeando una misma área desde 1886 hasta 2005, cuando cinco huracanes (Cindy, Dennis, Katrina, Rita y Wilma) rompieron el récord.
También es una las siete temporadas que tuvieron un huracán major en noviembre.

## Energía Ciclónica Acumulada (ECA)
| ACE (104kt²) – Storm: Source | ACE (104kt²) – Storm: Source | ACE (104kt²) – Storm: Source | ACE (104kt²) – Storm: Source | ACE (104kt²) – Storm: Source | ACE (104kt²) – Storm: Source |
| ---------------------------- | ---------------------------- | ---------------------------- | ---------------------------- | ---------------------------- | ---------------------------- |
| 1                            | 21,2                         | Gloria                       | 7                            | 3,53                         | Danny                        |
| 2                            | 19,1                         | Kate                         | 8                            | 3,34                         | Fabian                       |
| 3                            | 15,8                         | Elena                        | 9                            | 2,85                         | Bob                          |
| 4                            | 8,09                         | Juan                         | 10                           | 2,09                         | Ana                          |
| 5                            | 7,17                         | Claudette                    | 11                           | 1,10                         | Henri                        |
| 6                            | 3,79                         | Isabel                       |                              |                              |                              |
| Total= 87,9825 (88)          |                              |                              |                              |                              |                              |

La tabla a la derecha muestra la Energía Ciclónica Acumulada (ECA) para cada ciclón tropical formado durante la temporada. El ECA es, a grandes rasgos, una medida de la energía del huracán multiplicado por la longitud del tiempo que existió, así como de huracanes particularmente intensos. Cuanto más tiempo dure y más intenso sea el huracán conllevará una ECA más alta. El valor de ECA sólo se calcula para sistemas tropicales de 34 nudos (39 mph, 63 km/h) o más y tormentas tropicales fuertes.

## Nombres de las Tormentas
Los siguientes nombres fueron usados para nombrar las tormentas que se formaron en el Atlántico Norte en el 1985. Es la misma lista usada para la temporada de 1979, excepto por Danny y Fabian, que remplazan a David y Frederic. Esta lista será usada de nuevo en la temporada de 1991, salvo los nombre retirados. Las tormentas Danny, Fabian, Isabel, Juan y Kate, fueron nombradas por primera vez en 1985. Los nombres que no han sido usados en esta temporada están marcados con gris.
| - Ana - Bob - Claudette - Danny - Elena - Fabian - Gloria | - Henri - Isabel - Juan - Kate - Larry (sin usar) - Mindy (sin usar) - Nicholas (sin usar) | - Odette (sin usar) - Peter (sin usar) - Rose (sin usar) - Sam (sin usar) - Teresa (sin usar) - Victor (sin usar) - Wanda (sin usar) |

### Nombres retirados
La Organización Meteorológica Mundial retiró dos nombres en la primavera de 1986: Elena y Gloria. Fueron remplazados en la temporada de 1991 por Erika y Grace.